# Gaja-et-Villedieu
Gaja-et-Villedieu è un comune francese di 309 abitanti situato nel dipartimento dell'Aude nella regione dell'Occitania.

## Società

### Evoluzione demografica
Abitanti censiti